# Nameless (película de 2021)
Nameless (en francés: Les anonymes) es una película dramática ruandesa de 2021 dirigida por Mutiganda Wa Nkunda en su debut como director. La película se proyectó en la 27ª edición de la FESPACO, donde ganó el premio al Mejor Escenario. Se inspiró en un crimen sin sentido que Nkunda presenció en Kigali, y en la película Cathy Come Home de Ken Loach de 1966.

## Sinopsis
La película, basada en hechos reales, sigue la difícil vida de una pareja de jóvenes amantes de Kigali y su trágico descenso a la violencia.

## Elenco
- Yves Kijyana (como Philibert)
- Colombe Mukeshimana (como Kathy)